# Brigadni general (Združeno kraljestvo)
Brigadni general (izvirno angleško Brigadier-General; okrajšava: BrigGen) je bivši višji (enozvezdni) vojaški čin v Britanski kopenski vojski in pri Kraljevih marincih ter krajši čas tudi pri Kraljevem vojnem letalstvu.

## Zgodovina
Čin se je prvič pojavil v kopenski vojski v času vladanja Jamesa II. Angleškega,, medtem ko pri Kraljevih marincih ni obstajal pred letom 1913.
Leta 1922 je bil ukinjen tako v kopenskih vojski kot pri marincih, pri čemer ga je zamenjal čin Polkovnik-poveljnik (Colonel Commandant), ki pa je predhodno že obstajal pri Kraljevih marincih. Čin pa je obstal le do leta 1928, ko ga je zamenjal čin brigadirja in sicer leta 1928 v kopenski vojski in med leti 1945 ter 1957 še pri marincih.
Od ustanovitve, 1. aprila 1918, do 31. julija 1919 je Kraljevo vojno letalstvo tudi uporabljalo čin brigadnega generala, ki pa ga je naslednji dan nadomestil čin zračnega komodorja.
Brigadni general je bil le začasni čin, ki so ga podelili polkovniku oz. podpolkovniku (oz. polkovniku poveljniku pri marincih) za trajanje posebnega poveljstva. Veljal pa je za najnižji generalski čin.
Oznaka čina sta bila prekrižani meč in baton.